# Carlo Rovelli
Carlo Rovelli , född den 3 maj 1956 i Verona, är en italiensk fysiker, som numera har sin gärning vid Medelhavsuniversitetet och Centret för teoretisk fysik i Marseille, Frankrike.  Han har även en gästprofessur vid Departementet för Vetenskapens Historia och Filosofi vid University of Pittsburgh, USA. Han fick sin doktorsexamen  1986 från universitetet i Padua. Hans huvudsakliga arbetsfält är kvantgravitation.
1988 introducerade Rovelli och Lee Smolin en teori om kvantgravitation, som fick namnet slingkvantgravitation. 1995 fann de en explicit tillståndsbas för kvantgravitation, som de kallade Penrose's spinnätverk. Med dess hjälp har de visat att teorin förutsäger att area och volym är kvantiserade. Resultatet pekar mot att det existerar en diskret rumstruktur vid mycket små skalor.

## Publikationer (i urval)
- Quantum Gravity, Cambridge University Press, 2004, ISBN 0-521-83733-2
- Covariant Loop Quantum Gravity, Cambridge University Press, 2014, ISBN 9781107069626
- Che cos'è il tempo? Che cos'è lo spazio?, Di Renzo Editore, 2006, ISBN 88-8323-082-5
- La realtà non è come ci appare – La struttura elementare delle cose, Raffaello Cortina Editore, 2014, ISBN 978-88-6030-641-8
- Sette brevi lezioni di fisica, Adelphi, 2014, ISBN 978-88-459-2925-0
  - På svenska 2016: Sju korta lektioner i fysik, översättning Gustav Sjöberg, ISBN 9789113070728
- L'ordine del tempo, Adelphi, 2017, ISBN 9788845931925
  - På svenska 2019: Om tiden inte finns, översättning Pär Svensson, ISBN 9789113082684
- Helgoland, Adelphi, 2020, ISBN 9788845935053
  - På svenska 2022: Helgoland: den relationella tolkningen av kvantfysiken, översättning Pär Svensson, ISBN 9789189139367